# Rajko-Nunatak
Der Rajko-Nunatak (bulgarisch Райков нунатак Rajkow nunatak) ist ein 750 m hoher und felsiger Nunatak im Süden der Trinity-Halbinsel des Grahamlands auf der Antarktischen Halbinsel. Er ragt an der Südflanke des Diplock-Gletschers 6,67 km südsüdöstlich des Povien Peak, 2,3 km südlich des Bezenšek Spur, 6,04 km südwestlich des Mount Roberts und 6,9 km nordöstlich des Petkow-Nunataks in den nordöstlichen Ausläufern des Detroit-Plateaus auf. Das Sawera-Schneefeld liegt südöstlich von ihm.
Die bulgarische Kommission für Antarktische Geographische Namen benannte ihn 2010 nach dem bulgarischen Dichter Rajko Schinsifow (1839–1977).